# برنارد فورد (مدرب تزلج فني)
برنارد فورد (بالإنجليزية: Bernard Ford)‏ هو راقص على الجليد بريطاني، ولد في 27 سبتمبر 1947 في برمنغهام في المملكة المتحدة.